# Krotoschyn
Krotoschyn (ukrainisch Кротошин; russisch Кротошин Krotoschin, polnisch Krotoszyn) ist ein Dorf in der westukrainischen Oblast Lwiw mit etwa 1000 Einwohnern.

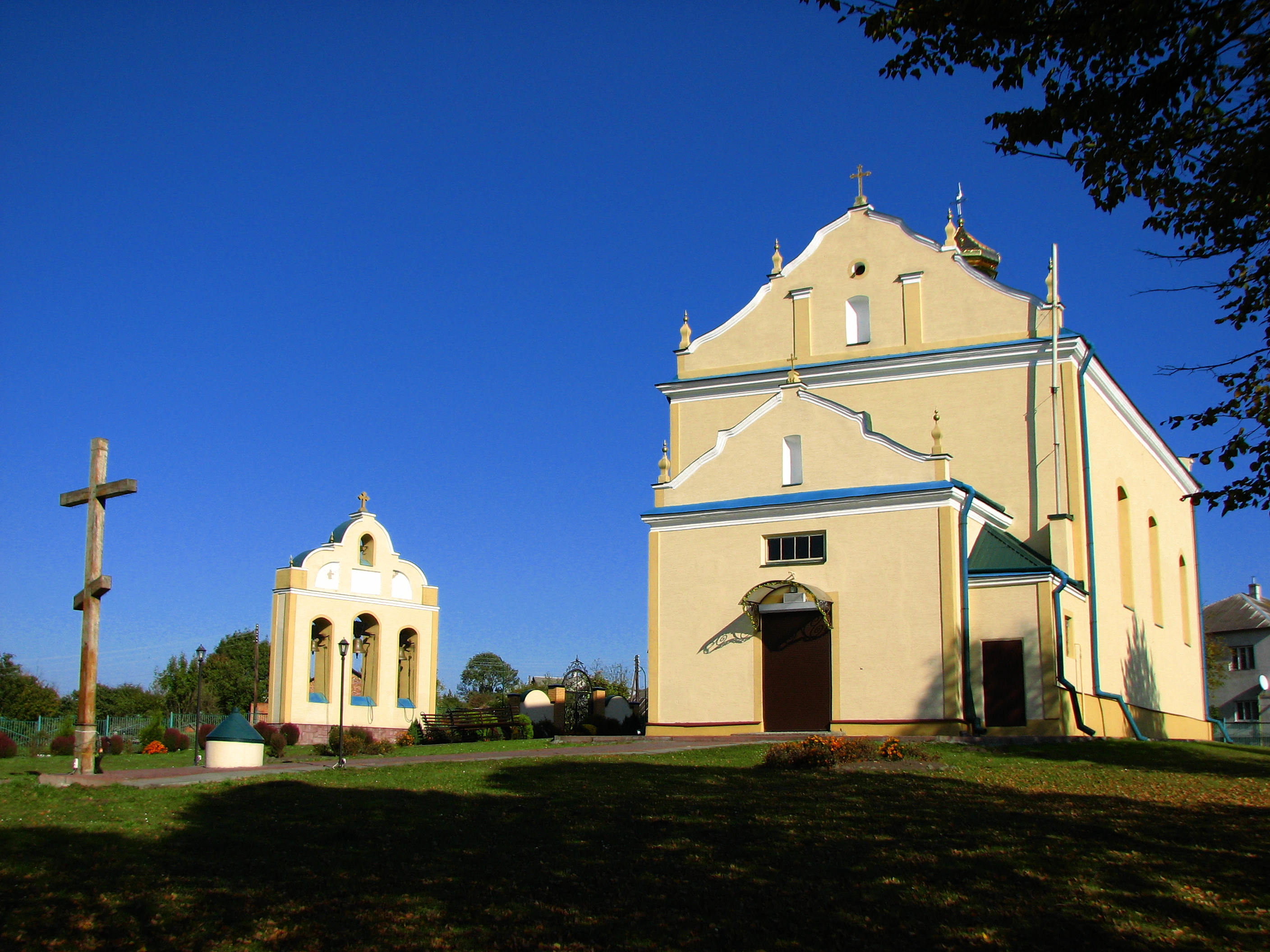
Kirche im Ort

Es war bis 2016 die einzige Ortschaft der gleichnamigen Landratsgemeinde, am 18. Dezember 2016 wurde das Dorf ein Teil der neu gegründeten Landgemeinde Dawydiw (Давидівська сільська громада Dawydiwska silska hromada).
Am 12. Juni 2020 wurde das Dorf, welches bis daher im Rajon Pustomyty lag, ein Teil des neu gegründeten Rajons Lwiw.

## Geschichte
Der Ort wurde im Jahre 1377 als villas Krohoszin erstmals urkundlich erwähnt, und dann später als Krothoszin (1378), Grothoschino (1399), Krothoszyno (1420), Crotoshin (1469), Krotoszyn (1515) und so weiter. Der Name ist abgeleitet vom Vornamen des mutmaßlichen Urbesitzers Krotosz. Im oben erwähnten Jahr 1377 wurde er von Wladislaus II. von Oppeln, dem Statthalter in der „Rus“, mit Saschkiw (Zaskovicz), Kostejiw (Kosczieiow) und 4 Höfen in Merwytschi (Mervicz) den Dominikanern in Lemberg zugeteilt. Im Jahre 1397 wurde er ins Deutsche Recht übertragen.
Das Dorf gehörte zunächst zur Adelsrepublik Polen-Litauen, Woiwodschaft Ruthenien, Lemberger Land. Im Jahre 1399 wurde von den Dominikanern mit Erlaubnis des Erzbischofs Jakub Strzemię (Jakub Strepa) eine römisch-katholische Kapelle erbaut.
Bei der Ersten Teilung Polens kam das Dorf 1772 zum neuen Königreich Galizien und Lodomerien des habsburgischen Kaiserreichs (ab 1804).
Im Jahre 1900 hatte die Gemeinde Krotoszyn 180 Häuser mit 864 Einwohnern, davon alle polnischsprachige, 842 römisch-katholische, 1 griechisch-katholische, 13 Juden, 8 anderen Glaubens.
Nach dem Ende des Polnisch-Ukrainischen Kriegs 1919 kam das Dorf zu Polen. Im Jahre 1921 hatte sie 200 Häuser mit 1110 Einwohnern, davon alle Polen, 1093 römisch-katholische, 3 griechisch-katholische, 14 Juden (Religion).
Im Zweiten Weltkrieg gehörte es zuerst zur Sowjetunion und ab 1941 zum Generalgouvernement, ab 1945 wieder zur Sowjetunion, heute zur Ukraine. Die Polen wurden im Zuge der Zwangsumsiedlung von Polen aus den ehemaligen polnischen Ostgebieten 1944–1946 nach Polen vertrieben, nach Świdwin, Umgebung von Breslau und Namysłów (Kamienna, Wilków und Bukowa Śląska).

## Sehenswürdigkeiten
- Ehemalige römisch-katholische Kirche, 1855 geweiht, heute orthodox;